# Ablattaria laevigata

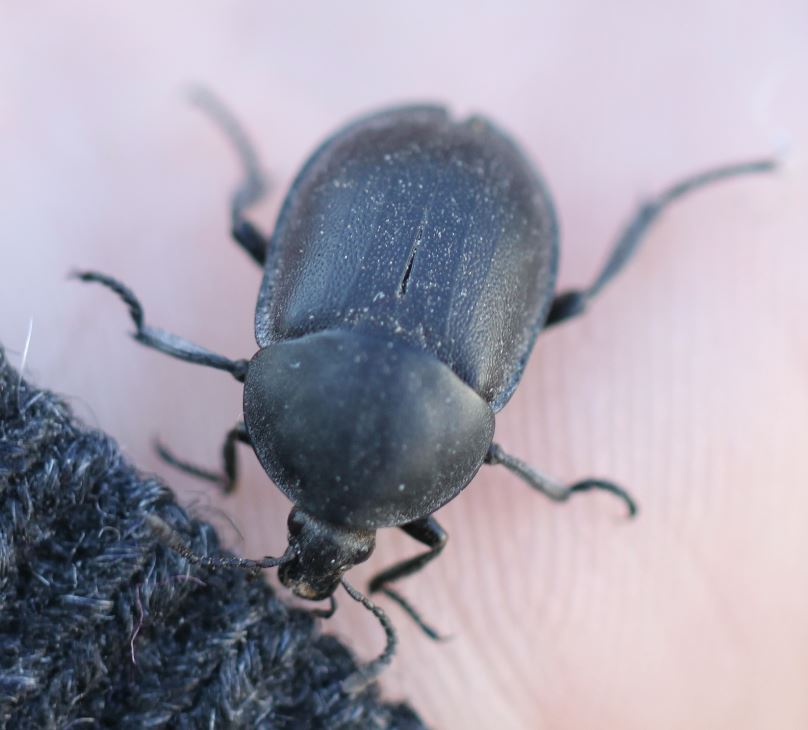
Ablattaria laevigata

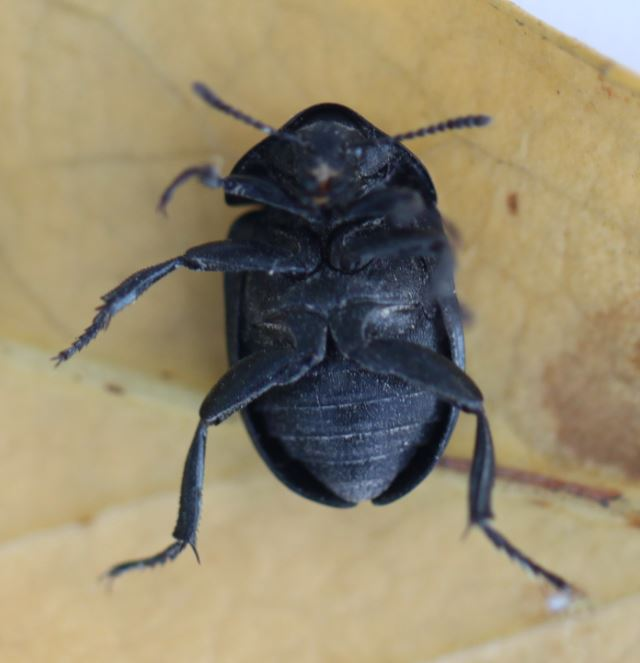
Ablattaria laevigata – Ventralansicht

Ablattaria laevigata ist ein Käfer aus der Familie der Aaskäfer (Silphidae).

## Merkmale
Die schwarzen Käfer besitzen eine Körperlänge von 12–18 mm. Der Pronotum ist halbkreisförmig nach vorne verengt sowie einheitlich punktiert. Der Kopf ist schnauzenförmig verlängert. Die Elytren sind nicht gerippt. An Stelle der Rippen können Andeutungen feiner Linien vorhanden sein.

## Verbreitung
Das Verbreitungsgebiet der Art reicht von West-, Süd- und Mitteleuropa über Kleinasien bis in den Kaukasus und den Nahen Osten (Israel). Auf den Britischen Inseln ist die Art in Süd- und Mittelengland vertreten. In Deutschland kommt die Art hauptsächlich in Wärmegebieten vor. In der Norddeutschen Tiefebene bildet die Weser die östliche Verbreitungsgrenze. Die Käferart wird in der Roten Liste gefährdeter Tiere Deutschlands geführt.

## Lebensweise
Die wärmeliebende Art lebt unter der Rinde von morschen Bäumen sowie unter Moos. Die Käfer beobachtet man meist von Anfang April bis in den August. Sie ernähren sich vorwiegend von Landschnecken. Zu diesen zählt die Mittelmeersandschnecke (Theba pisana) sowie Vertreter der Gattungen Monacha, Xeropicta, Candidula und Helix. Ferner gehören Raupen zum Nahrungsspektrum der Käfer.
Die Biologie der Art wurde durch Heymons und von Lengerken 1931 eingehend untersucht. Demnach jagt die Art spezialisiert Gehäuseschnecken, vor allem mittelgroße und große Arten, etwa der Gattung Helix. Andere tierische Nahrung, einschließlich Nacktschnecken, wird nur im Notfall angenommen (es war möglich, die Tiere mit Rindfleisch als Nahrung zu züchten), pflanzliche Nahrung niemals. Die Jagdtechnik ist bei imaginalen Käfern und Larven vergleichbar, wobei den Käfern der lange, schnauzenförmig verlängerte Kopf das Eindringen in das Schneckenhaus erleichtert. Die Schnecke wird durch Bisse im Kopfbereich in ihr Gehäuse zurückgetrieben und dort mechanisch, durch Bisse, und chemisch, durch Verdauungssekret und das Sekret der Pygidialdrüsen, attackiert. Die Verdauung erfolgt extraintestinal. Die Käfer können im Optimalfall alle zwei Tage eine Schnecke erbeuten. Käfer und Larven sind auf der Jagd sehr schnell und lebhaft, ansonsten meist inaktiv und in Schlupfwinkeln verborgen. Begattete Weibchen können alle zwei bis fünf Tage ein Eigelege von jeweils etwa acht Eiern ablegen. Dazu graben sie eine kleine Erdhöhlung aus. Aus den Eiern schlüpfen nach vier bis acht Tagen die Larven aus, die sich an die Erdoberfläche graben. Die drei Larvenstadien werden unter günstigen Bedingungen in etwa 18 bis 25 Tagen durchlaufen. Die schwarzen, langgestreckten und hoch gewölbten Larven kugeln sich bei Beunruhigung wie eine Rollassel ein. Die imaginalen Käfer überwintern im Erdreich, sie leben bis zum Frühherbst des darauffolgenden Jahres.

## Taxonomie
In der Literatur findet man folgende Synonyme:
- Ablattaria costulata Portevin, 1926
- Ablattaria distinguenda Portevin, 1926
- Ablattaria punctata Portevin, 1926
- Ablattaria var. meridionalis Ganglbauer, 1899
- Silpha gibba Brullé, 1832
- Silpha laevigata Fabricius, 1775
- Silpha polita Sulzer, 1776